# Werset przed Ewangelią
Werset przed Ewangelią – krótki cytat z Pisma Świętego (2-3 wersowy). Jest częścią Mszy Świętej, a dokładniej Liturgii Słowa, występuje pomiędzy aklamacjami. Jest fragmentem lub przygotowaniem do następującego po nim czytania Ewangelii, do którego nawiązuje. Jeżeli nie jest śpiewany, można go opuścić.